# Juià
Juià és un municipi empordanès adscrit a la comarca del Gironès. El poble de Juià (94 m alt.) és a la part septentrional del terme, a la zona de contacte entre la muntanya i el pla. L'església parroquial és dedicada a Sant Pere, de factura gòtica, molt ben proporcionada, amb un campanar també gòtic. Celebra la festa major el primer diumenge de setembre. En la circumscripció parroquial de Juià hi ha dues capelles, dedicades a Sant Roc i a Santa Elena, d'escàs interès artístic.

## Geografia
- Llista de topònims de Juià (Orografia: muntanyes, serres, collades, indrets..; hidrografia: rius, fonts...; edificis: cases, masies, esglésies, etc).

El terme municipal de Juià és situat al sector septentrional del massís de les Gavarres. Comprèn una part del vessant septentrional de la serra de la Mare de Déu dels Ángels, o serra de Vall-lloreda, la vall de la qual és drenada per la riera dels Màrtirs, que desguassa a la riera de Sant Martí, afluent del Ter, però sense arribar al riu, ja que el límit septentrional passa entre la línia del ferrocarril a Portbou i la carretera comarcal de Sarrià de Ter a Flaçà. Aquest part septentrional del terme és regada per altres rieres, afluents de la riera de Palagret. El límit oriental, per sobre la serra de Vall-lloreda, confronta amb el municipi de Sant Martí Vell, mentre que l'occidental, a l'altra banda d'aquesta vall de la riera dels Màrtirs, o de Vall-lloreda, limita amb Celrà. El terme, a part del poble de Juià, enclou els veïnats de la Costa, del Mas Nadal i el raval del Mas Seguer.
Als vessants de la serra dels Àngels hi ha boscs poblats d'alzines, alzines sureres i pins, amb castanyers i roures, en algunes zones més humides. El municipi és drenat per la riera de Juià que desguassa a la riera de Sant Martí Vell.
El veïnat de la Costa és situat al sector septentrional del terme, al nord-est del poble de Juià, al peu de la zona muntanyosa. A ponent d'aquest veïnat, al nord del poble de Juià i ja en terreny pla, hi ha el veïnat del Mas Nadal. Hi ha, també, el raval del Mas Seguer. Hi ha nombroses masies entre les quals destaquen Can Parades, el Mas Garriga, el Mas Martí, el Mas Nadal, Can Suardell i el Mas Trobat. Dintre el terme de Juià hi ha l'antic santuari de Sant Joan Salern, o Sant Joan de l'Erm, a migdia del poble de Juià. Hom hi ha volgut veure la seu d'un petit priorat femení de monges benedictines que decaigué vers el 1348 i el 1368 s'agrupà i refongué amb els altres dos petits priorats femenins de Santa Margarida de Vilanera i de Santa Coloma de Matella. En aquella data ambdós priorats junts només tenien cinc monges. D'altres en canvi, situen aquest priorat a l'alt Empordà, al veïnatge d'Empúries.

## Història
La tradició, recollida pel canonge Dorca de Girona el 1806, suposa que a Juià hi sofriren martiri sant Vicenç i sant Oronci, naturals de Niça, i sant Víctor, segons aquesta mateixa tradició nascut a Juià mateix, que haurien sofert martiri al territori de Girona, al lloc anomenat Pagum Julianum, durant el segle iv. Deixant, però, de banda aquesta versió llegendària, els orígens històrics de Juià cal cercar-los en la documentació medieval, que esmenta el castell de Juià ja a primers del segle xi, dintre el comtat de Girona. El castell pertanyia al bisbe de Girona i el tingueren en feu els Baseia i els Cervià. Durant el segle X passà a la corona.

## Les comunicacions
El poble de Juià i els seus barris és comunicat per mitjà d'una bona carretera que s'inicia en el poble de Celrà. Aquesta representa la via principal, ja que n'hi ha una altra que porta directament a l'estació de Bordils, però és una pista que serveix alhora d'accés als camps del pla. A més d'aquestes vies, hi ha els camins veïnals que duen a Sant Martí Vell i Madremanya. Tant per Celrà com per Bordils, el poble de Juià comunica amb la carretera de Girona a Palamós i amb el ferrocarril que passa paral·lel a la dita carretera, tot al llarg del terme.

## Demografia
En el fogatjament de vers 1380 Juià tenia 25 focs, dividits en 13 focs d'església, 11 de cavallers i 1 del ciutadà Baseia, de Girona. El fogatjament del 1553 representa un augment demogràfic en arribar a 37 focs, que equivalen aproximadament a uns 185 habitants. El 1718 la població no ha variat. El 1787 ha augmentat fins a 463 h. i encara més al cens de 1860, que assenyala 554 h. Seguint la tònica general, a partir de 1900, el pobla de Juià comença a experimentar un descens demogràfic que dura fins a finals del segle xx (vegeu gràfic), a partir de principis d'aquest segle comença a fer una petita remuntada. Hi ha una part de la població, sobretot la més jove, que comparteix les tasques agrícoles amb ocupacions en el polígon industrial de Celrà.
| Entitat de població | Habitants (2024) |
| Juià                | 142              |
| el Mas Seguer       | 117              |
| la Costa            | 55               |
| Veïnat de Mas Nadal | 31               |
| Font: Idescat       |                  |

| 1497 f | 1515 f | 1553 f | 1717 | 1787 | 1857 | 1877 | 1887 | 1900 | 1910 |
| ------ | ------ | ------ | ---- | ---- | ---- | ---- | ---- | ---- | ---- |
| 39     | 45     | 37     | 181  | 463  | 575  | 480  | 476  | 434  | 441  |

| 1920 | 1930 | 1940 | 1950 | 1960 | 1970 | 1981 | 1990 | 1992 | 1994 |
| ---- | ---- | ---- | ---- | ---- | ---- | ---- | ---- | ---- | ---- |
| 476  | 415  | 368  | 389  | 341  | 313  | 273  | 264  | 280  | 280  |

| 1996 | 1998 | 2000 | 2002 | 2004 | 2006 | 2008 | 2010 | 2012 | 2014 |
| ---- | ---- | ---- | ---- | ---- | ---- | ---- | ---- | ---- | ---- |
| 259  | 256  | 266  | 261  | 287  | 318  | 301  | 325  | 347  | 340  |

| 2016 | 2018 | 2020 | 2022 | 2024 | 2026 | 2028 | 2030 | 2032 | 2034 |
| ---- | ---- | ---- | ---- | ---- | ---- | ---- | ---- | ---- | ---- |
| 327  | 335  | 319  | 334  | 342  | -    | -    | -    | -    | -    |

La població és eminentment rural, dedicada al conreu propi de es terres de secà, que produeix cereals, llegums, farratges i finals segle xx, oli. Com és costum en les poblacions de pagès, hi ha cria de bestiar, especialment boví, cria que s'ha incrementat amb la implantació de les granges de producció industrial.